# GIF
För andra betydelser, se GIF (olika betydelser).
Graphics Interchange Format (GIF) är en standard för icke-förstörande komprimering av bilder som utvecklades av Steve Wilhite när han jobbade på CompuServe 15 juni 1987. Den är speciellt populär på webben, inte minst för att den ger möjlighet till att skapa enkla animationer. GIF ger, i sammanhanget, god kompression på bilder med stora enfärgade ytor. Den ger också försumbar kompression på exempelvis fotografiska bilder, där format som JPEG är lämpligare. Eftersom en GIF-bild dessutom endast kan innehålla 256 färger, kan inte allt grafiskt material publiceras som GIF-bilder utan en drastisk sänkning av kvaliteten, och därutöver större i filstorlek än en bild i bättre kvalitet i annat format.

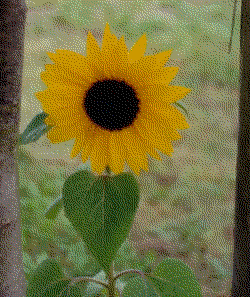
Ett exempel på en bild i GIF-format sparad med en webbsäker färgpalett och gitterbearbetad med Floyd–Steinberg-metoden. Resultatet blir en bild i begränsat antal färger vilket inte föredras kvalitetsmässigt.

GIF är dock en föråldrad standard, behäftad med ett antal tekniska begränsningar. Som ersättare till GIF har standarden PNG tagits fram. PNG är kraftfullare och ger en något effektivare komprimering, men har däremot inget stöd för animationer, vilket däremot MNG och APNG har. En anledning till att GIF fortfarande används är möjligheten att skapa animerade GIF:ar. Genom att GIF-formatet kan spara flera bilder i samma fil och sedan visa dem i följd går det att göra allt från enkla grafiska animationer till avancerade cinemagrafier.
GIF bygger på komprimeringsalgoritmen LZW som patenterades i USA som patent 4 558 302. Den 1 oktober 2006 gick det sista patentet relaterat till GIF-formatet ut, vilket gör att formatet sedan dess är helt fritt att användas.
GIF:ar kallas även giffar (singular giff) på svenska.

## Exempel

Animering av ett schackparti i GIF-format.
En enkel GIF bestående av tre olika bilder som visas i ett oändligt repeterande bildspel.
Roterande kugghjul.